# Pelilla
Pelilla es una localidad del municipio de Ledesma, en la comarca de la Tierra de Ledesma, provincia de Salamanca, España.

## Historia
Su fundación se remonta a las repoblaciones llevadas a cabo por los reyes de León en la Edad Media, quedando encuadrado entonces en la jurisdicción de la Tierra de Sayago, dentro de la diócesis de Zamora.
Con la creación de las actuales provincias en 1833, Pelilla pasó a formar parte de la provincia de Salamanca, dentro de la Región Leonesa, lo que motivó su paso en lo eclesiástico a la diócesis de Salamanca.
Ya en el siglo XX, Pelilla se integró en 1959 en el municipio de Ledesma, en el que permanece actualmente.

## Demografía
| Gráfica de evolución demográfica de Pelilla entre 1842 y 1950 |
| |
| Población de derecho según los censos de población del INE Población de hecho según los censos de población del INEEntre el censo de 1857 y el anterior, crece el término del municipio porque incorpora a 375037 (La Sagrada -comarca de Ledesma-) Entre el censo de 1960 y el anterior, este municipio desaparece porque se integra en el municipio 37170 (Ledesma) |

En 2017 contaba con una población de 2 habitantes, de los cuales todos eran varones(INE 2017), siendo el de 2009 el último censo en que hubo una mujer en Pelilla.
| Gráfica de evolución demográfica de Pelilla entre 2000 y 2017                            |
|                                                                                          |
| Fuente: Instituto Nacional de Estadística de España - Elaboración gráfica por Wikipedia. |